# Silvina Bosco
Silvina Bosco (Rosario, 18 de junio de 1966 - Buenos Aires, 30 de abril de 2019) fue una actriz argentina.Trabajó en series de televisión como Chiquititas, Amigovios, Poné a Francella, Poliladron, Casi ángeles, Mujeres asesinas. También, actuó en películas argentinas como Buenos Aires me mata, La fuga, Animalada, Arregui, la noticia del día (2001) y Apasionados (2002).

## Síntesis biográfica
Nació en Rosario pero se mudó con su familia a la ciudad de Buenos Aires.
A lo largo de su vida, Bosco realizó todo tipo de artes: Clown, mimo, improvisación, comedia y drama.
Estudió en la Universidad Nacional de las Artes en Buenos Aires. Se formó con Raúl Serrano, Agustín Alezzo, Augusto Fernandes, Rubén Szuchmacher y Joey Morris. 
Se perfeccionó en clown con Cristina Moreira y Gabriel Chame Buendía. Estudió comedia musical y danza moderna con Ricardo Pashkus, dramaturgia con Mauricio Kartun, guion con Marta Betoldi y canto con Alicia Allerand.

### Vida privada
Estuvo casada con el actor Iván Espeche (n. 1970). En enero de 2018, viajó a París junto a su hija Olivia nacida en 2005.
Desde 2018, Silvina Bosco estuvo trabajando en la obra de teatro Madre Coraje y sus hijos, de Bertolt Brecht, dirigida por José María Muscari, en la cual también actuaron Claudia Lapacó, Osvaldo Santoro, Natalia Lobo, Héctor Díaz, Emilio Bardi, Iride Mockert, Esteban Pérez y Agustín Sullivan. Debido a su delicada salud ―se le había diagnosticado cáncer, enfermedad contra la cual decidió luchar en privado―, el 3 de febrero de 2019 debió ser reemplazada por la actriz Rita Terranova.

### Fallecimiento
En marzo de 2019, fue internada en la clínica Trinidad, en el barrio de Palermo.
Falleció por un cáncer de huesos u óseo con metástasis en el hígado el 30 de abril de 2019 a los 52 años de edad.

## Filmografía
- 1986: El hombre que ganó la razón.
- 1995: El censor.
- 1998: La sonámbula, recuerdos del futuro.
- 1998: Buenos Aires me mata.
- 1999: El visitante.
- 2001: Animalada.
- 2001: Arregui, la noticia del día.
- 2001: La fuga.
- 2001: Te besaré mañana.
- 2001: Causa efecto (en 16 mm).
- 2001: El transcurso de las cosas.
- 2002: Apasionados.
- 2003: Click.
- 2003: Un día en el paraíso.
- 2003: Vivir intentando.
- 2003: Whisky Romeo Zulu.
- 2004: Dolores de casada.
- 2004: 18-J.
- 2004: Conversaciones con mamá.
- 2004: El abrazo partido.
- 2005: Esas noches de insomnio.
- 2007: La cámara oscura.
- 2007: El salto de Christian.
- 2008: Ningún amor es perfecto.
- 2012: La suerte en tus manos.
- 2012: Uno.
- 2013: Caídos del mapa.
- 2015: Tras la pantalla.

## Teatro
- 2015: Ojos que no ven.
- 2016: Tres.
- 2018: Jazmín de invierno.
- 2018-2019: Madre Coraje y sus hijos.

## Televisión
- 1990:  Clave de sol.
- 1992: La banda del Golden Rocket.
- 1993: Zona de riesgo.
- 1993: Gerente de familia.[5]
- 1995: Amigovios.
- 1995-1997: Poliladron[1]
- 1995-1996: Por siempre mujercitas.
- 1996: Hola Papi.
- 1996: El último verano.
- 1997: Milady, la historia continúa.
- 1998: Socios y más.
- 1998: Desesperadas por el aire.
- 1999: Chiquititas.
- 2000: Calientes
- 2000: Susana Giménez, en el sketch «T-Teens», con el desopilante personaje La Yénifer[1]
- 2001: Poné a Francella.
- 2002: Maridos a domicilio.
- 2002: Kachorra.
- 2002: Infieles (miniserie).
- 2003: Tres padres solteros.
- 2003: Abre tus ojos.
- 2003: Los simuladores, en la Temporada 2 Capítulo 9 "El debilitador social".
- 2005: Floricienta.
- 2005: Mujeres asesinas; en el episodio «Clara, la fantasiosa»
- 2005: Amor mío.
- 2006: Mujeres asesinas; en el episodio «Irma, la de los peces»
- 2006: El código Rodríguez.
- 2008: Aquí no hay quien viva.
- 2010: Casi ángeles.
- 2011: Tiempo de pensar.
- 2012: La pelu[6]
- 2013: Historias de corazón, capítulos 9 y 28.
- 2013: Historia clínica.
- 2014: Somos familia.
- 2015: Signos (miniserie), capítulo 11.
- 2017: Las Estrellas.
- 2018: El marginal.